# Målarbok

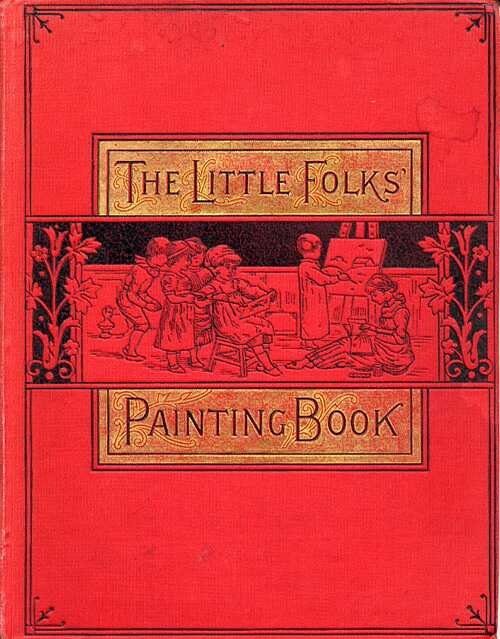
The Little Folks' Paint Book anses vara den första målarboken och gavs ut 1879.

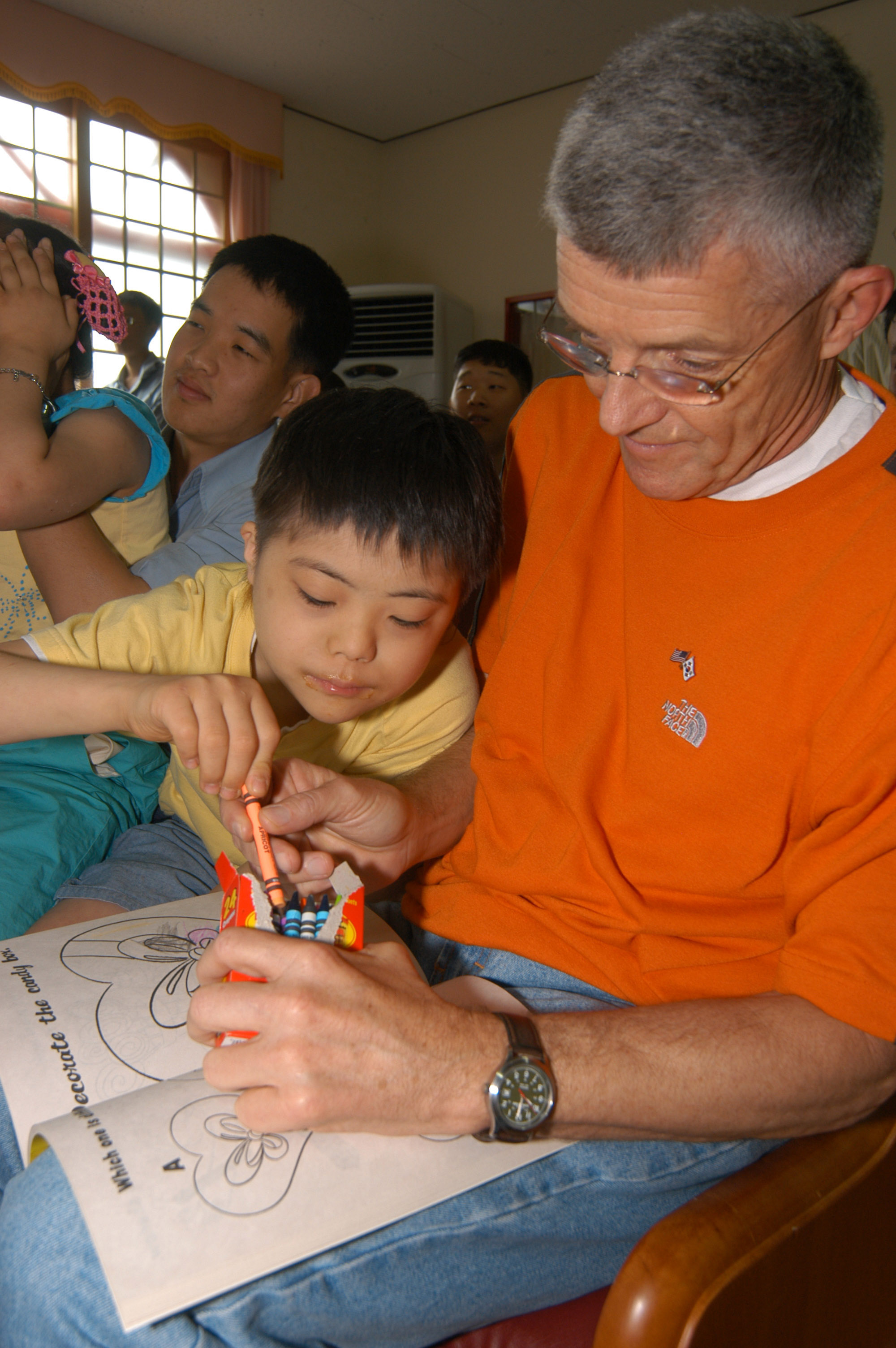
Ett barn och en vuxen färglägger bilder i en målarbok.

En målarbok är en bok eller häfte som innehåller svartvita motiv avsedda att fägläggas med färgkritor, färgpennor eller tuschpennor. Målarböcker används främst av barn, även om det finns målarböcker för vuxna. De täcker ett brett spektrum av ämnen, från enkla berättelser för barn till komplicerade eller abstrakta mönster för vuxna. Målarbokens storhetstid anses ha varit under 1960-talet. Målarböcker kan även innehålla pysselaktiviteter som prick till prick, labyrinter och finn fem fel. En del målarböcker inkorporerar även klistermärken.

## Historia
Bokförlaget McLoughlin Brothers erkänns som uppfinnare av målarboken när de under 1880-talet producerade The Little Folks' Paint Book, i samarbete med Kate Greenaway. De fortsatte att publicera målarböcker fram till 1920-talet då McLoughlin Brothers blev en del av Milton Bradley Company.

## Användning inom utbildning
Som ett till största del icke-verbalt medium, har målarböcker en bred användning i utbildningen med personer som inte talar och förstår det primära språket för undervisningen. Exempel på detta är användningen av målarböcker i Guatemala i undervisningen av barn i maya-hieroglyfer  och i utbildning av barn till lantarbetare om effekterna av bekämpningsmedel inom jordbruket . Målarböcker sägs också kunna bidra till att öka motivationen hos elever att lära sig om begrepp som de annars skulle vara ointresserade i. Sedan 1980-talet har flera förlag dessutom tagit fram pedagogiska målarböcker avsedda för grundskolan i ämnen som anatomi och fysiologi där färg-kodning av detaljerade scheman används som ett lärande stöd.

## Politiska användningar
Målarböcker har ibland använts för politiska syften. 1968 började Black Panther Coloring Book att spridas i USA. Boken som avvisades av Svarta pantrarna distribuerades till vita hushåll och avbildade polisen som grisar och uppmuntrade våld genom texter som "den enda bra grisen är en död gris."
Termen och konceptet för målarbok användes av den feministiska konstnären Tee Corinne. 1975 publicerade hon The Cunt Coloring Book, en samling skisser av kvinnliga könsorgan